# Grzegorz Cybulski
Grzegorz Cybulski (* 23. November 1951 in Nowa Sól) ist ein ehemaliger polnischer Leichtathlet, der sich auf den Weitsprung spezialisiert hat. Seinen größten sportlichen Erfolg feierte er mit dem Gewinn der Goldmedaille bei der Sommer-Universiade 1975 in Rom sowie der Bronzemedaille bei den Halleneuropameisterschaften 1973 in Rotterdam.

## Sportliche Laufbahn
Erste internationale Erfahrungen sammelte Grzegorz Cybulski vermutlich im Jahr 1970, als er bei den Junioreneuropameisterschaften in Paris mit einer Weite von 7,45 m den fünften Platz belegte. 1972 gelangte er bei den Halleneuropameisterschaften in Grenoble mit 7,51 m auf den elften Platz und im Sommer wurde er bei den Olympischen Sommerspielen in München mit 7,58 m im Finale Zwölfter. Im Jahr darauf gewann er bei den Halleneuropameisterschaften in Rotterdam mit 7,81 m die Bronzemedaille hinter dem Westdeutschen Hans Baumgartner und Max Klauß aus der DDR. 1974 belegte er bei den Halleneuropameisterschaften in Göteborg mit 7,85 m den fünften Platz und im September schied er bei den Freiluft-Europameisterschaften in Rom mit 7,50 m in der Qualifikationsrunde aus. Im Jahr darauf siegte er mit 8,27 m bei der Sommer-Universiade ebendort und 1976 verpasste er bei den Olympischen Sommerspielen in Montreal mit 7,71 m den Finaleinzug. Im Jahr darauf gewann er bei den Studentenweltspielen in Sofia mit 7,95 m die Silbermedaille hinter dem Jugoslawen Nenad Stekić und 1978 belegte er bei den Europameisterschaften in Prag mit 7,96 m den vierten Platz. Im Jahr darauf belegte er bei den Halleneuropameisterschaften in Wien mit 7,63 m den sechsten Platz und im Sommer wurde er beim IAAF World Cup in Montreal mit 7,66 m ebenfalls Sechster. Daraufhin trat er nicht mehr international in Erscheinung.
In den Jahren 1975 und 1976 sowie 1978 und 1979 wurde Cybulski polnischer Meister im Weitsprung im Freien sowie 1973 und 1974 sowie 1976 und 1978 in der Halle.